# Модена (Пенсільванія)
Модена (англ. Modena) — місто (англ. borough) в США, в окрузі Честер штату Пенсільванія. Населення — 541 особа (2020).

## Географія
Модена розташована за координатами 39°57′55″ пн. ш. 75°48′20″ зх. д. / 39.96528° пн. ш. 75.80556° зх. д. (39.965269, -75.805500).  За даними Бюро перепису населення США в 2010 році місто мало площу 0,91 км², з яких 0,89 км² — суходіл та 0,02 км² — водойми.

## Демографія
Згідно з переписом 2010 року, у селищі мешкало 535 осіб у 190 домогосподарствах у складі 129 родин. Густота населення становила 585 осіб/км².  Було 209 помешкань (229/км²).
Расовий склад населення:
| - 63,2 % — білих - 22,6 % — чорних або афроамериканців - 0,6 % — азіатів - 0,2 % — корінних американців - 8,4 % — осіб інших рас |

До двох чи більше рас належало 5,0 %. Частка іспаномовних становила 17,4 % від усіх жителів.
За віковим діапазоном населення розподілялося таким чином: 31,2 % — особи молодші 18 років, 59,3 % — особи у віці 18—64 років, 9,5 % — особи у віці 65 років та старші. Медіана віку мешканця становила 31,5 року. На 100 осіб жіночої статі у селищі припадало 106,6 чоловіків;  на 100 жінок у віці від 18 років та старших — 103,3 чоловіків також старших 18 років.
Середній дохід на одне домашнє господарство  становив 54 063 долари США (медіана — 47 266), а середній дохід на одну сім'ю — 56 985 доларів (медіана — 46 528). Медіана доходів становила 48 295 доларів для чоловіків та 25 909 доларів для жінок. За межею бідності перебувало 25,4 % осіб, у тому числі 45,0 % дітей у віці до 18 років та 5,3 % осіб у віці 65 років та старших.
Цивільне працевлаштоване населення становило 272 особи. Основні галузі зайнятості: освіта, охорона здоров'я та соціальна допомога — 19,5 %, виробництво — 16,5 %, роздрібна торгівля — 13,6 %, науковці, спеціалісти, менеджери — 13,2 %.